# Herrarnas BMX vid olympiska sommarspelen 2008
Herrarnas BMX-cykeltävling vid olympiska sommarspelen 2008 ägde rum den 20-22 augusti i Laoshan BMX Field. Detta var första gången BMX var med på det olympiska programmet.
De 32 tävlande utförde två omgångar på tid för att avgöra seedningen till knockout-omgångarna. Därefter grupperades de till 4 kvartsfinaler baserade på seedningen. Varje kvartsfinal bestod av tre omgångar. De fyra främsta cyklisterna i varje kvartsfinal (totalt 16 idrottsmän) gick vidare till semifinal. Semifinalerna använde samma poängsystem för att avgöra vilka cyklister som gick vidare, med de fyra främsta i varje semifinal som gick till final. Till skillnad mot de tidigare två stegen, bestod finalen av ett race som direkt avgjorde medaljerna.

## Medaljörer
| Event         | Guld                      | Silver       | Brons              |
| Herrarnas BMX | Māris Štrombergs Lettland | Mike Day USA | Donny Robinson USA |

## Tävlingsschema

### Onsdagen den 20 augusti 2008
| Start | Slut  | Gren        | Steg                         |
| ----- | ----- | ----------- | ---------------------------- |
| 9:00  | 9.10  | BMX, herrar | Seedning, första omgången    |
| 10:15 | 11:00 | BMX, herrar | Seedning, andra omgången     |
| 11:40 | 11:52 | BMX, herrar | Kvartsfinal, första omgången |
| 12:05 | 12:17 | BMX, herrar | Kvartsfinal, andra omgången  |
| 12:32 | 12:48 | BMX, herrar | Kvartsfinal, tredje omgången |

### Fredagen den 22 augusti 2008
| Start | Slut  | Gren        | Steg                       |
| ----- | ----- | ----------- | -------------------------- |
| 9:08  | 9:16  | BMX, herrar | Semifinal, första omgången |
| 9:38  | 9:46  | BMX, herrar | Semifinal, andra omgången  |
| 10:08 | 10:16 | BMX, herrar | Semifinal, tredje omgången |
| 10:40 | 10:45 | BMX, herrar | Final                      |
| 11:10 | 11:18 | BMX, herrar | Medaljceremoni             |

## Kvartsfinaler
20 augusti 2008

### Heat 1
| Placering | Namn                          | Omgång 1   | Omgång 2   | Omgång 3     | Totalt | Anmärkningar |
| --------- | ----------------------------- | ---------- | ---------- | ------------ | ------ | ------------ |
| 1         | Mike Day (USA)                | 1 (36.170) | 1 (36.080) | 1 (36.122)   | 3      | Q            |
| 2         | Marc Willers (NZL)            | 4 (47.614) | 3 (36.253) | 2 (36.278)   | 9      | Q            |
| 3         | Donny Robinson (USA)          | 6 (48.906) | 2 (36.235) | 3 (36.490)   | 11     | Q            |
| 4         | Andrés Jiménez (COL)          | 2 (36.619) | 5 (36.939) | 4 (36.660)   | 11     | Q            |
| 5         | Jonathan Suarez Freitez (VEN) | 8 (53.614) | 4 (36.481) | 5 (36.789)   | 17     |              |
| 6         | Emilio Falla (ECU)            | 3 (37.080) | 6 (37.381) | 8 (1:02.877) | 17     |              |
| 7         | Akifumi Sakamoto (JPN)        | 5 (48.487) | 8 (42.614) | 6 (40.046)   | 19     |              |
| 8         | Ivo Lakučs (LAT)              | 7 (53.300) | 7 (39.213) | 7 (57.461)   | 21     |              |

### Heat 2
| Placering | Namn                        | Omgång 1   | Omgång 2   | Omgång 3     | Totalt | Anmärkningar |
| --------- | --------------------------- | ---------- | ---------- | ------------ | ------ | ------------ |
| 1         | Sifiso Nhlapo (RSA)         | 3 (36.796) | 2 (36.325) | 1 (36.507)   | 6      | Q            |
| 2         | Artūrs Matisons (LAT)       | 1 (35.903) | 3 (36.819) | 2 (37.037)   | 6      | Q            |
| 3         | Raymon van der Biezen (NED) | 4 (37.205) | 1 (35.878) | 5 (1:04.709) | 10     | Q            |
| 4         | Kyle Bennett (USA)          | 2 (36.639) | 4 (37.146) | 8 (DNF)      | 14     | Q            |
| 5         | Henrik Baltzersen (DEN)     | 8 (38.561) | 5 (39.083) | 3 (38.846)   | 16     |              |
| 6         | Michal Prokop (CZE)         | 7 (38.535) | 7 (41.915) | 4 (56.171)   | 18     |              |
| 7         | Liam Phillips (GBR)         | 5 (37.773) | 6 (41.219) | 7 (1:27.010) | 18     |              |
| 8         | Ramiro Marino (ARG)         | 6 (38.202) | 8 (DNF)    | 6 (1:16.617) | 20     |              |

### Heat 3
| Placering | Namn                         | Omgång 1   | Omgång 2   | Omgång 3     | Totalt | Anmärkningar |
| --------- | ---------------------------- | ---------- | ---------- | ------------ | ------ | ------------ |
| 1         | Māris Štrombergs (LAT)       | 1 (36.762) | 1 (35.934) | 5 (40.628)   | 7      | Q            |
| 2         | Rob van den Wildenberg (NED) | 2 (37.403) | 5 (37.024) | 1 (37.176)   | 8      | Q            |
| 3         | Manuel de Vecchi (ITA)       | 3 (37.416) | 6 (37.284) | 2 (37.840)   | 11     | Q            |
| 4         | Kamakazi (AUS)               | 7 (42.377) | 3 (36.785) | 3 (38.463)   | 13     | Q            |
| 5         | Augusto Castro (COL)         | 4 (37.609) | 4 (36.992) | 6 (42.473)   | 14     |              |
| 6         | Vilmos Radasics (HUN)        | 6 (38.725) | 8 (39.220) | 4 (39.276)   | 18     |              |
| 7         | Robert de Wilde (NED)        | 8 (54.105) | 2 (36.237) | 8 (1:08.185) | 18     |              |
| 8         | Scott Erwood (CAN)           | 5 (37.989) | 7 (37.653) | 7 (50.052)   | 19     |              |

### Heat 4
| Placering | Namn                      | Omgång 1   | Omgång 2     | Omgång 3   | Totalt | Anmärkningar |
| --------- | ------------------------- | ---------- | ------------ | ---------- | ------ | ------------ |
| 1         | Jared Graves (AUS)        | 1 (38.067) | 2 (36.496)   | 1 (36.076) | 4      | Q            |
| 2         | Cristian Becerine (ARG)   | 2 (38.399) | 7 (42.733)   | 2 (36.985) | 11     | Q            |
| 3         | Roger Rinderknecht (SUI)  | 8 (54.234) | 1 (36.462)   | 3 (37.136) | 12     | Q            |
| 4         | Damien Godet (FRA)        | 3 (41.241) | 4 (40.221)   | 6 (38.023) | 13     | Q            |
| 5         | Sergio Salazar (COL)      | 7 (54.216) | 3 (37.479)   | 5 (37.573) | 15     |              |
| 6         | Thomas Allier (FRA)       | 4 (41.594) | 5 (41.043)   | 7 (38.037) | 16     |              |
| 7         | Luke Madill (AUS)         | 6 (51.198) | 8 (1:02.432) | 4 (37.420) | 18     |              |
| 8         | Sebastian Kartfjord (NOR) | 5 (42.658) | 6 (42.625)   | 8 (38.821) | 19     |              |

## Semifinals
22 augusti 2008

### Semifinal 1
| Placering | Namn                        | Omgång 1     | Omgång 2     | Omgång 3   | Totalt | Anmärkningar |
| --------- | --------------------------- | ------------ | ------------ | ---------- | ------ | ------------ |
| 1         | Mike Day (USA)              | 1 (36.470)   | 1 (36.219)   | 3 (37.461) | 5      | Q            |
| 2         | Sifiso Nhlapo (RSA)         | 3 (37.197)   | 3 (36.597)   | 2 (36.457) | 8      | Q            |
| 3         | Donny Robinson (USA)        | 2 (36.832)   | 2 (36.462)   | 6 (56.249) | 10     | Q            |
| 4         | Andrés Jiménez (COL)        | 4 (37.363)   | 4 (36.862)   | 5 (44.507) | 13     | Q            |
| 5         | Raymon van der Biezen (NED) | 7 (55.121)   | 6 (37.258)   | 1 (36.200) | 14     |              |
| 6         | Kyle Bennett (USA)          | 5 (43.518)   | 5 (37.200)   | 4 (43.897) | 14     |              |
| 7         | Artūrs Matisons (LAT)       | 6 (53.379)   | 8 (1.17.170) | 8 (DNF)    | 22     |              |
| 8         | Marc Willers (NZL)          | 8 (1:22.619) | 7 (43.256)   | 8 (DNF)    | 23     |              |

### Semifinal 2
| Placering | Namn                         | Omgång 1   | Omgång 2   | Omgång 3   | Totalt | Anmärkningar |
| --------- | ---------------------------- | ---------- | ---------- | ---------- | ------ | ------------ |
| 1         | Māris Štrombergs (LAT)       | 1 (36.485) | 1 (35.969) | 1 (36.071) | 3      | Q            |
| 2         | Rob van den Wildenberg (NED) | 3 (37.277) | 2 (36.360) | 4 (37.496) | 9      | Q            |
| 3         | Jared Graves (AUS)           | 2 (36.904) | 5 (39.296) | 3 (37.242) | 10     | Q            |
| 4         | Damien Godet (FRA)           | 4 (37.410) | 4 (36.707) | 6 (37.805) | 14     | Q            |
| 5         | Cristian Becerine (ARG)      | 5 (37.480) | 8 (DNF)    | 2 (37.079) | 15     |              |
| 6         | Kamakazi (AUS)               | 7 (42.551) | 6 (41.256) | 5 (37.497) | 18     |              |
| 7         | Roger Rinderknecht (SUI)     | 8 (DNF)    | 3 (36.610) | 8 (48.734) | 19     |              |
| 8         | Manuel de Vecchi (ITA)       | 6 (38.018) | 7 (42.148) | 7 (38.208) | 20     |              |

## Final
22 augusti 2008
| Placering | Namn                         | Tid      | Anmärkningar |
| --------- | ---------------------------- | -------- | ------------ |
| 1         | Māris Štrombergs (LAT)       | 36.190   |              |
| 2         | Mike Day (USA)               | 36.606   |              |
| 3         | Donny Robinson (USA)         | 36.972   |              |
| 4         | Andrés Jiménez (COL)         | 39.137   |              |
| 5         | Rob van den Wildenberg (NED) | 39.772   |              |
| 6         | Jared Graves (AUS)           | 2:19.233 |              |
| 7         | Sifiso Nhlapo (RSA)          | DNF      |              |
| 8         | Damien Godet (FRA)           | DNF      |              |